# Lean Project Management
Lean Project Management o Gestión de Proyectos Lean ("ajustada") es la aplicación del concepto Lean (como la construcción Lean, la fabricación Lean y el pensamiento Lean) a la gestión de proyectos.
La gestión de proyectos Lean tiene muchas ideas en común con otros conceptos Lean; sin embargo, el principio fundamental del Lean Project Management es ofrecer más valor con menos desperdicio en el contexto de un proyecto.
Lean Project Management aplica los cinco principios del pensamiento Lean a la gestión de proyectos.
"Lean" es un método sistemático para la eliminación de residuos ("Muda") dentro de un sistema de fabricación. Lean también tiene en cuenta los residuos creados por la sobrecarga ("Muri") y los residuos creados por irregularidades en las cargas de trabajo ("Mura"). Trabajando desde la perspectiva del cliente que consume un producto o servicio, "valor" es cualquier acción o proceso por el que un cliente estaría dispuesto a pagar.
El enfoque Lean hace obvio lo que agrega valor, al reducir todo lo demás que no agrega valor. Esta filosofía de gestión se deriva principalmente del Sistema de producción de Toyota (TPS) y se identificó como "lean" en la década de 1990. El TPS es conocido por su enfoque en la reducción de los siete desperdicios originales de Toyota, con el objetivo de mejorar el valor general para el cliente, pero existen diferentes perspectivas sobre cómo lograrlo de la mejor manera. El crecimiento constante de Toyota, desde una pequeña empresa hasta el mayor fabricante de automóviles del mundo, ha centrado la atención en cómo ha logrado este resultado.

### Tipos
En general, se puede decir que un proyecto es Lean si aplica los principios del pensamiento Lean. Sin embargo, existen diferentes implementaciones de esta idea que no necesariamente aplican todos los principios con el mismo peso.
Dos tipos conocidos son "Kanban" y "Last Planner System". 
El término Kanban proviene de la industria fabril, pero David Anderson lo adaptó al desarrollo de software cuando trabajaba en Microsoft en 2005 y heredó un equipo de mantenimiento de bajo rendimiento. El éxito del enfoque en ese entorno, llevó a Anderson a experimentar con Kanban en proyectos, con resultados igualmente positivos. Cuando Anderson dio a conocer sus hallazgos a través de charlas y de su libro, los desarrolladores de software comenzaron a experimentar con Kanban y ahora es uno de los métodos más utilizados para administrar proyectos de desarrollo ágil de software. 
El sistema Last Planner se usa principalmente en la construcción y se enfoca particularmente en la tracción y el flujo, pero quizás el aspecto más importante es su énfasis en un enfoque colaborativo en el que todos los oficios trabajan juntos para crear una representación visual del trabajo que debe realizarse. 

### Conceptos relacionados
- Desarrollo de producto Lean
- Lean startup
- Construcción Lean
- Kanban (desarrollo)
- Desarrollo de software Lean
- Gestión ágil